# Иван Шарич (духовник)
 Тази статия е за хърватския духовник.  За хърватския шахматист вижте Иван Шарич (шахматист).  
Иван Еванджелист Шарич (на хърватски: Ivan Evanđelist Šarić) е хърватски духовник от XX век, връхбосненски архиепископ от 1922 до 1960 година. Шарич е противоречива фигура заради сътрудничеството му с властите на марионетната на Нацистка Гермаия Независима хърватска държава по време на Втората световна война.

## Биография

### Ранен живот
Роден е на 27 септември 1871 г. в травнишкото село Долац, тогава в Османската империя. От 1892 до 1890 година учи в гимназията на йезуитите в Травник, окупиран с цяла Босна в 1878 година от Австро-Унгария, а след това в Сараевската семинария, която завършва в 1894 година. Ръкоположен е за дякон на 20 юли 1894 г., а за свещеник на 22 юли 1894 година. Служи в лазаристкия орден от 1894 година и в 1896 година става каноник. Сътрудник е на архиепископ Йосип Стадлер. В 1898 година в Загреб става доктор по богословие.
На 27 април 1898 година папа Пий XI го избира за викарен кесарополски епископ и го назначава за викарен епископ на Връхбосненската архиепархия в Сараево. Ръкоположен е за кесарополски епископ на 27 май 1898 г. от архиепископ Йосип Стадлер.
Шарич е член на Събора на Босна и Херцеговина и е близък на хърватските националистически кръгове. След убийството на австрийския престолонаследник Франц Фердинанд в Сараево на 28 юни 1914 г., Шарич вдъхновява антисръбския Сараевски погром като съчинява антисръбска анатема в стихове, в които описва сърбите като „отровни змии“ и „хищни вълци“.

### Връхбосненски архиепископ
След смъртта на архиепископ Йосиф и включването на Босна в Кралството на сърби, хървати и словенци в 1919 година, на 22 май 1922 година епископ Иван става връхбосненски архиепископ и управлява 37 години голямата епархия, която заема 22 000 km2 и има 360 000 верни католици в 108 енории, които съжителстват с много православни и мюсюлмани, живеещи в същата област. Редовно посещавайки своята архиепархия, той създава преди войната двадесет нови енории, основава младежкото движение „Орао“, насърчава „Каритас“, подкрепя обществото „Напредък“, подкрепя развитието на Католическо действие (проект на Пий XI за включване на миряните в йерархичния апостолат на църквата) и насърчава католическата преса. Основател и редактор е в 1922 година на седмичника „Неделя“ (Седмица), който по-късно е забранен от властите в Кралство Югославия и става „Криж“ (Кръст), след това „Католички Тедник“ (Католически седмичник). Той стартира серията „Връхбоненска съвременна библиотека“ - малки книжки за съвременните проблеми на архиепархията, от които излизат 55 броя до 1941 година. В 1925 година води Второто национално поклонничество на Югославия до Рим по повод 1000 години от Хърватското кралство и юбилейната година на Католическата църква.
Участва в евхаристийни конгреси във Виена, Ливърпул, Буенос Айрес, Чикаго и Будапеща и организира голям конгрес в Сараево в 1932 година. Междувременно отива на поклонение в Светите земи. Светият престол му дава последователно титлите прелат на Негово Светейшество, помощник на Папския съд и Римската курия.
Епископ Шарич е поет аматьор и публикува множество стихотворения с религиозно или патриотично съдържание. Пише в католическото списание „Връхбосна“, в „Балкан“, във всекидневника „Народ“, чиято цел е да насърчава „любовта и братството между хърватските католици и мюсюлмани“, и който е забранен на 30 юни 1932 година.
Според Кристоф Долбьо епископ Иван е „пример за тактичност и заедно с това за решителност, винаги строго внимателен... да не нарани тези, които не споделят същото вероизповедание“. Ричард Уест определя Шарич като „вечен враг на „схизматичната“ Православна църква“.

#### В годините на Втората световна война
След разгрома на Кралство Югославия от Нацистка Германия през април 1941 година, Босна става част от новосъздадената марионетна Независима хърватска държава, ръководена от лидера на Усташа Анте Павелич. Като връхбосненски архиепископ Шарич използва католическите вестници в Сараево като трибуна, освен за аматьорската си поезия, и за политическите си виждания. Шарич показва добронамереност и ентусиазъм към новата власт на Павелич, месец след като той поема властта:
| „ | Бях с нашите усташи в Северна и Южна Америка. Епископите там, американци, германци, ирландци, словаци и испанци, с които влязох в контакт, всички възхваляваха хърватските усташи като добри, саможертващи се вярващи, като благочестиви и патриотични хора... Колко пъти съм чувал усташите да питат къде щяха да бъдат без своите свещеници! ...Пеех с Усташа с цялосто си сърце и гласо песента „Хубава наша родино“, всички с големи сълзи в очите. И с нетърпелива надежда за нейната красива, нейната сладка и златна свобода, издигайки се нагоре към Бога, ние се молехме на Всемогъщия да ръководи и пази Анте Павелич за освобождението на Хърватия. Добрият Бог чу и ето, той отговори на нашите сълзи и молби. | “ |

В края на април 1941 година Шарич пише еулогия за Павелич „Когато слънцето сияе“ (Kada Sunca Sija) и я публикува от епархийското си издание „Връхбосна“. В нея пише: „Защото самият Бог беше до теб, ти добри и юначни човече... За да можеш ти да извършиш своите дела за Родината... И срещу евреите, които притежаваха всички пари... Които искаха да продадат душите ни... нещастните предатели... д-р Анте Павелич! Скъпото име! Хърватия има съкровище от небето“. Шарич е често обвиняван, че е подкрепял насилственото покръстване на православни сърби в католицизма. В книгата си „Балканите в нашето време“ Робърт Лий Улф пише:
| „ | На някои те [усташите] предлагаха избора между преминаване от Православие в Католицизъм или незабавна смърт... Трябва да се отбележи като исторически факт, че някои от членовете на хърватската йерархия, особено архиепископ Шарич Сараевски подкрепят това зверство. | “ |

Според Кристоф Долбьо подобни покръствания са били редки и винаги са били осъждани от държавната и църковната йерархия. През декември 1941 година Епископската конференция осъжда някои забелязани злоупотреби и епископ Шарич лично се погрижва протеста на епископите да бъде предаден на поглавника Анте Павелич.

#### След войната
През 1945 година епископ Иван Шарич напуска Сараево и изобщо контролираната от югославските комунисти Босна, установява се в Австрия, после в Швейцария и накрая в Испания и пребивава в Мадрид при епископ Леополдо Еихо и Гарай. През декември 1953 година пръв подписва подписва меморандума, изпратен от изгонените хърватски свещеници до президента на САЩ, а през есента на 1955 година ходатайства пред аржентинските власти, за да защити сънародниците си. Шарич продължава да пише и публикува различни произведения, включително превод на Библията на хърватски, ръководи редактирането на монументална антология на Босна и завършва превод на „Бен-Хур“ от Лу Уолас. На 22 май 1954 г. е поздравен за рождения си ден лично от римския епископ Пий XII. В 1957 година е приет в старчески дом в Мадрид, където остава на легло в продължение на три години до смъртта си от белодробна емболия на 17 юли 1960 г.
Литургията на погребението му е отслужена от апостолическия нунций Илдебрандо Антониути. Погребан е в гробището на „Нуестра Сеньора де Алмудена“ и гробът му често е посещаван от хърватски поклоници. В 1997 година тленните му останки са пренесени в църквата „Свети Йосиф“ в Мариин двор, а тържествената литургия е водена на 26 април 1997 г. от епископ Винко Пулич.